# Тунжень
Тунжень (кит. спр. 铜仁市, піньїнь: Tóngrén Shì) — місто-округ в південнокитайській провінції Гуйчжоу.

## Географія
Тунжень розташовується у східній частині провінції, лежить в горах Уліншань.

### Клімат
Місто знаходиться у зоні, котра характеризується вологим субтропічним кліматом. Найтепліший місяць — липень із середньою температурою 27.1 °C (80.8 °F). Найхолодніший місяць — січень, із середньою температурою 4.9 °С (40.8 °F).
| Клімат Тунженя          | Клімат Тунженя | Клімат Тунженя | Клімат Тунженя | Клімат Тунженя | Клімат Тунженя | Клімат Тунженя | Клімат Тунженя | Клімат Тунженя | Клімат Тунженя | Клімат Тунженя | Клімат Тунженя | Клімат Тунженя | Клімат Тунженя |
| Показник                | Січ.           | Лют.           | Бер.           | Квіт.          | Трав.          | Черв.          | Лип.           | Серп.          | Вер.           | Жовт.          | Лист.          | Груд.          | Рік            |
| Середній максимум, °C   | 8,1            | 9,1            | 14,1           | 20,4           | 24,7           | 27,9           | 31,2           | 31,1           | 27             | 21,1           | 15,5           | 10,4           | 20,1           |
| Середня температура, °C | 4,9            | 6,1            | 10,7           | 16,4           | 20,9           | 24,2           | 27,1           | 26,9           | 22,9           | 17,5           | 12,1           | 7,1            | 16,4           |
| Середній мінімум, °C    | 1,3            | 2,6            | 6,5            | 11,9           | 16,5           | 19,8           | 22,3           | 21,7           | 18,2           | 13,2           | 8,1            | 3,1            | 12,1           |
| Норма опадів, мм        | 35.3           | 43.1           | 71.2           | 155            | 206.7          | 201.9          | 132.2          | 127.6          | 85.1           | 107.8          | 69.2           | 33.4           | 1268.5         |
| Днів з опадами          | 15,1           | 13,9           | 17,6           | 19,1           | 19             | 16,8           | 12,7           | 13,2           | 11,5           | 16,2           | 15,8           | 14,4           | 185,3          |
| Вологість повітря, %    | 76.2           | 77.1           | 77.2           | 77.8           | 78.7           | 79.3           | 75.4           | 74.5           | 74.5           | 77.1           | 77.8           | 75.9           | 76.8           |
| ----------------------- | -------------- | -------------- | -------------- | -------------- | -------------- | -------------- | -------------- | -------------- | -------------- | -------------- | -------------- | -------------- | -------------- |
| Джерело: Weatherbase    |                |                |                |                |                |                |                |                |                |                |                |                |                |

## Адміністративний поділ
Префектура поділяється на 2 міські райони та 8 повітів (4 з них є автономними):
| Карта                                                                                                  | Карта             | Карта                | Карта            |
| --- | ----------------- | -------------------- | ---------------- |
| Децзян Синань Шицянь Яньхе-Туцзя Їньцзян- · Туцзя-Мяо Сунтао-Мяо Цзянкоу Біцзян Ваньшань ① ① Юйпін-Дун |                   |                      |                  |
| Статус                                                                                                 | Назва             | Оригінал             | Населення (2020) |
| Район                                                                                                  | Біцзян            | 碧江区               | 442 076          |
| Район                                                                                                  | Ваньшань          | 万山区               | 160 624          |
| Повіт                                                                                                  | Децзян            | 德江县               | 393 596          |
| Повіт                                                                                                  | Цзянкоу           | 江口县               | 184 764          |
| Повіт                                                                                                  | Шицянь            | 石阡县               | 297 086          |
| Повіт                                                                                                  | Синань            | 思南县               | 457 745          |
| Автономний повіт                                                                                       | Їньцзян-Туцзя-Мяо | 印江土家族苗族自治县 | 294 490          |
| Автономний повіт                                                                                       | Сунтао-Мяо        | 松桃苗族自治县       | 487 737          |
| Автономний повіт                                                                                       | Юйпін-Дун         | 玉屏侗族自治县       | 150 457          |
| Автономний повіт                                                                                       | Яньхе-Туцзя       | 沿河土家族自治县     | 429 893          |